# والکرسویل (مریلند)
والکرسویل (به انگلیسی: Walkersville) شهری در ایالت مریلند کشور ایالات متحده آمریکا است که جمعیت آن در سرشماری سال ۲۰۱۰ میلادی، ۵٬۸۰۰ نفر بوده است.